# Corethrella colombiana
Corethrella colombiana är en tvåvingeart som beskrevs av Art Borkent 2008. Corethrella colombiana ingår i släktet Corethrella och familjen Corethrellidae.
Artens utbredningsområde är Colombia. Inga underarter finns listade i Catalogue of Life.